# Полет 4146 на „Чайна Саутуест Еърлайнс“
Полет 4146 на „Чайна Саутуест Еърлайнс“ е вътрешен полет от международното летище „Пекин“, Пекин, до летище „Чунцин Байшиуи“, Чунцин в Китай. На 18 януари 1988 г. самолетът „Илюшин Ил-18D“, който лети по маршрута, се разбива близо до село в Чунцин в Китай и по този начин убива всички 108 пътници и екипаж на борда.
Причината за катастрофата е пожар в двигател № 4, който изгарая опората му и двигателят пада от крилото на самолета, което довежда до загуба на контрол, след което машината се разбива в две къщи и избухва в пламъци. Пожарът е резултат от изтичане на масло. Двигателят е загасен и витлото се изкривява поради силните вибрации. Въпреки това, стартерът/генераторът монтиран към двигателя прегрява и изгаря тръбата, по която се доставя масло под високо налягане, за да задейства витлото. Когато екипажът задвижва перката, тръбата се спуква и маслото, което изтича се запалва.
Малко след катастрофата на полет 4146, Администрацията за гражданска авиация на Китай нарежда проверки за безопасност, които откриват механични проблеми и най-малко 17 самолета са приземени. Катастрофата на полет 4146 е обяснена като лоша поддръжка.